# Še enkrat (album)
Še enkrat je bil peti glasbeni album slovenske pop skupine Foxy Teens; izšel je leta 2002.

## Diskografija
- Tiho zašepetaj
- Tramvaj še stoji
- Nikdar več
- Ko ljubezen gre
- Nekaj mi daj
- Ne kliči mene
- A čas ne pomaga
- Prvi sneg
- Nikdar več - unplugged
- A čas ne pomaga - unplugged